# Podole (powiat lipnowski)
Podole – kolonia w Polsce położona w województwie kujawsko-pomorskim, w powiecie lipnowskim, w gminie Tłuchowo. Miejscowość wchodzi w skład sołectwa Suminek.
W latach 1975–1998 miejscowość należała administracyjnie do województwa włocławskiego.